# 미아미아
미아미아(味亜味亜) 또는 미야미야(味亜味亜)는 격투 요리 전설 비스트로 레시피의 등장인물이다. 임은정.

## 소개
대마왕 쿡의 부하이다. 실제로는 기계도시에 유일한 로켓정비사인 미카카였는데 대마왕 쿡의 마법으로 인해 고양이의 모습이 되었다. 1화에서 24화까지 번번히 찬이 일행에게 패배하자 대마왕 쿡의 번개 공격을 받고 치명상을 입어 사경에 이르지만, 찬이의 볶음밥을 먹고 원래의 모습으로 돌아간다.

## 미카카
마법에 걸린 미아미아의 정체, 기계도시에서 로켓정비사로 일하고 있는 소녀이다.